# 里帕尔塔圭里纳
里帕尔塔圭里纳（義大利語：Ripalta Guerina），是意大利克雷莫纳省的一个市镇。总面积为3平方公里，人口507人，人口密度每平方公里大约有169.0人（2009年）。国家统计（ISTAT）代码为019082。